# ECos
eCos es un sistema operativo de tipo embebido que funciona sobre varias arquitecturas, entre ellas x86, PowerPC, MIPS o ARM. Se desarrolló para ser altamente configurable (cuenta con más de 200 puntos de configuración a nivel código fuente), y así ofrecer el poder para personalizar el sistema operativo para necesidades particulares de las aplicaciones.
Su desarrollo fue impulsado por la empresa Red Hat, que en 2004 delego los derechos a la Free Software Foundation para que continuara con su desarrollo.

## Funcionalidades incluidas en el núcleo
- Capa de abstracción del hardware (HAL)[4]
- Kernel de tiempo real
  - Manejo de interrupciones
  - Manejo de excepciones
  - Soporte de hilos
  - Timers, contadores y alarmas
  - Soporte de instrumentación y debug
- API compatible con µITRON 3.0
- API compatible con POSIX
- Librerías de matemática e ISO C
- Drivers para puerto serie, ethernet, SPI, I2C, framebuffer, CAN, ADC, entre otros
- Soporte de USB esclavo
- Pila para redes TCP/IP